# Gerhart Hauptmann
Gerhart Johann Robert Hauptmann (født 15. november 1862 i Obersalzbrunn, Schlesien, død 6. juni 1946 i Agnetendorf) var en tysk digter.
Hauptmann gik først i landsbyskolen, og det var hensigten, at han skulle være landmand, men det lykkedes ham dog trods de små forhold i hjemmet at komme ind på kunstskolen i
Breslau som elev af billedhuggeren Robert Härtel. Senere studerede han i Jena, og hans første digteriske forsøg var en dramatisering af Esaias Tegnérs Frithiof’s Saga under titlen Ingeborg. 1883 drog han til Italien, bosatte sig efter sin hjemkomst dels i Berlin, dels i Schreibershau, og opholdt sig senere længere tid ad gangen på sin ejendom »Agnetendorf« i Riesengebirge.
Hans første bog, det episke digt Promethidenlos vakte kun lidt opmærksomhed, men hans naturalistiske drama Vor Sonnenaufgang blev ved førsteopførelsen på Freie Bühne i Berlin 20. oktober 1889 et modsigelsens tegn. Nu fulgte den lange række dramatiske værker, der har gjort Hauptmann til en af det moderne Tysklands førende digtere — sådanne skuespil som Der Friedensfest, Einsame Menschen, Die Weber (opført på Dagmarteatret i København), Fuhrmann Henschel (do.), Rose-Bernd (do.), Der Biberpelz (do.), Hanneles Himmelfahrt (do.), eventyrstykker som Die versunkene Glocke (opført på Dagmarteatret) og Und Pippa tanzt, Der rothe Hahn, Michael Kramer og Die Ratten, historiske dramaer som Florian Geyer, Der arme Heinrich, Griselda, König Karls Geisel fulgte efter.
Fremdeles det mærkelige drama Gabriel Schillings Flucht — opført første gang ved festspillene i Lauchstädt juni 1912 — og Ein Festspiel in deutschen Reimen, der 1913 blev givet som 100 års festspil i Breslau, men hvis opførelse blev afbrudt af patriotiske grunde. Hans sidste drama er Der weisze Heiland (1920). Fremdeles har Hauptmann skrevet novellesamlingen Bahnwärter Thiel — Der Apostel og de store romaner Der Narr in Christo Emanuel Quint (1910) og Atlantis (1912). En rejse i Grækenland skildrede han i Griechischer Frühling (1908). Hauptmann, der i karakterskildring og original poetisk idérigdom står højt i moderne digtning, modtog 1912 Nobelprisen. På sin rejse fra Stockholm hædredes han december 1912 i København med en festforestilling på Dagmarteatret.